# Toni Golem
Toni Golem (ur. 14 stycznia 1982 w Splicie) – chorwacki piłkarz, występujący na pozycji środkowego bądź prawego obrońcy, trener piłkarski.

## Kariera
Karierę zaczynał w wieku 19 lat w drugoligowym chorwackim klubie NK Mosor w sezonie 2001–2002, gdzie w pierwszym sezonie w 17 występach strzelił 1 gola i stał się podstawowym obrońcą tej drużyny. Następny sezon, 2002 – 2003 obfitował w sukcesy dla klubu i dla samego zawodnika – pomimo tego, że nie odnieśli sukcesy w lidze i zajęli 3. miejsce, nie uzyskując awansu do pierwszej ligi, awansowali aż do 1/8 Pucharu Chorwacji, co było sporym sukcesem dla klubu. Sezon 2003 – 2004 to znów brak awansu do 1 ligi, co jest chyba dosyć mało powiedziane, bowiem NK Mosor spadło do III ligi. Dodatkowo, Golem zmagał się z kontuzją więzadeł krzyżowych i wystąpił tylko w 2 meczach drużyny w tym sezonie. Sezon 2004 – 2005 był już bardzo dobry, zarówno dla klubu, jak i dla samego zawodnika – Mosor zajął 2. miejsce w 3 lidze i awansowałby do zaplecza ekstraklasy, gdyby nie brak pieniędzy na grę na najwyższym szczeblu ekstraklasy. Golem wystąpił 29 razy w barwach drużyny, nie zdobywając żadnego gola. Nic dziwnego więc, że Golem na początku sezonu 2005 – 2006 przeszedł do II-ligowego zespołu Hrvatski Dragovoljac Zagrzeb, w którym wytrzymał tylko do rundy wiosennej tego sezonu, osiągając wraz ze stołecznym zespołem 4. miejsce w lidze.
W trakcie przerwy między rundami, uwagę na tego i innego Chorwata – Leka Kcirę zwrócili uwagę włodarze Górnika Łęczna, którzy podpisali kontrakt z zawodnikiem. Golem do tej pory wystąpił 32 razy w polskiej ekstraklasie, co jest na razie jego największym osiągnięciem w karierze. Zadebiutował 22 marca w wyjazdowym meczu przeciwko GKS-owi Bełchatów zremisowanym przez Górnika 1:1.
15 sierpnia 2007 Golem przeszedł do pierwszoligowego Ruchu Chorzów. W 2009 roku wrócił do Chorwacji i został piłkarzem Interu Zaprešić. W 2010 roku przeszedł do NK Karlovac.